# Милан Вучков
Милан Стефанов Вучков е български революционер, деец на Вътрешната македоно-одринска революционна организация и Вътрешната македонска революционна организация.

## Биография
Милан Вучков е роден през 1873 година в светиниколското село Малино, тогава в Османската империя, днес в Северна Македония. Присъединява се към ВМОРО и от 1903 до 1905 е легален деец на Организацията. През март 1905 година става нелегален и влиза в четата на Бобе Стойчев – Дреновски и се сражава при Градищкия манастир. През август 1905 година също с четата на Стойчев се сражава при Гюрищкия манастир.
През юни 1913 година е арестуван от новите сръбски военни власти и затворен в Кумановския затвор, където лежи 1 година и 2 месеца.
След Първата световна война се присъединява към възстановената от Тодор Александров ВМРО и многократно навлиза в Македония за събиране на разузнавателни сведения. След 1924 година се отказва от революционна дейности е се установява в София.
На 6 март 1943 година, като жител на София, подава молба за българска народна пенсия, която е одобрена и пенсията е отпусната от Министерския съвет на Царство България.